# Пойнару, Петраке

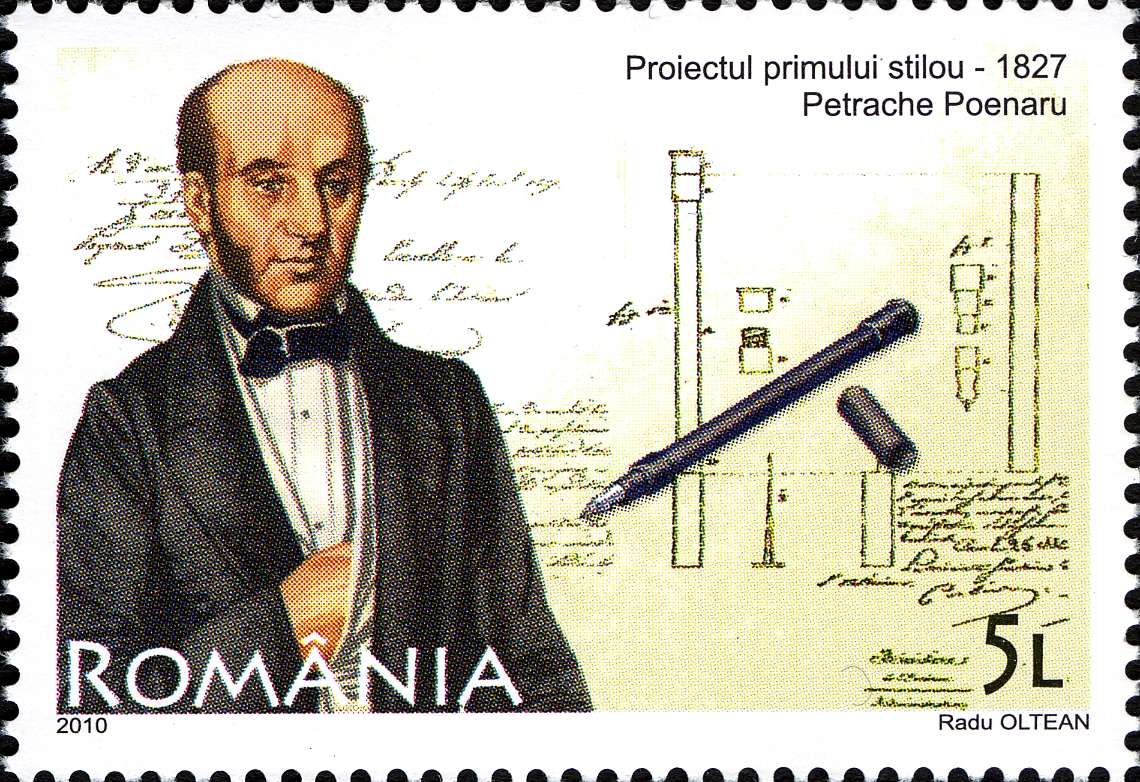
Почтовая марка Румынии, 2010 год

Петраке Поенару (рум. Petrache Poenaru; 10 января 1799, Банести, Валахия, Османская империя — 2 октября 1875) — румынский учёный-энциклопедист, изобретатель и общественный деятель эпохи Просвещения.

## Биография
Родился в достаточно богатой семье, его дядя был заинтересован в развитии образования, тогда как большая часть населения Валахии в то время была неграмотна. Окончил в 1818 году среднюю школу в Крайове, затем некоторое время работал в качестве клерка и переписчика у местного епископа, в 1820—1821 годах преподавал греческий язык в Бухаресте. Во время восстания против турок в 1821 году был личным секретарём лидера восстания Тудора Владимиреску и был отправлен им в качестве посла к великим державам, чтобы просить у них поддержки в борьбе Румынии за независимость. После разгрома восстания избежал ареста и укрылся в Сибиу (Трансильвания).
В 1822 году сумел получить стипендию на обучение в Вене, где изучал различные технические науки, математику, физику и геодезию, а также английский, французский, итальянский, древнегреческий и латинский языки; в 1824 году получил от валашского князя новую стипендию и на время вернулся в Румынию, где преподавал. В 1826 году вновь уехал учиться, на этот раз во Францию, где изучал геодезию, картографию и межевание. Будучи студентом в Париже, Петраке Поенару изобрёл первую в мире авторучку, на которую получил патент от французского правительства 25 мая 1827 года. В 1831 году учился в Великобритании, где изучал, в частности, методы добычи полезных ископаемых и металлургию.
Вернувшись на родину в 1832 году, работал в школах сначала в качестве преподавателя, затем стал директором и был занят в сфере образования до 1841 года, написав множество школьных учебников по различным предметам и двухтомный французско-румынский словарь. В 1841 году был избран депутатом валашского национального собрания. Принимал участие в революционных выступлениях 1848 года, выступая, в частности, за наделение гражданскими правами цыган. В 1850—1855 годах был секретарём валашского министерства иностранных дел, а с 1864 года, после объединения Молдавии и Валахии, состоял членом комитета по общественным работам. С 1856 года был активным членом местной масонской ложи. 18 сентября 1870 года был избран членом Румынской академии наук.
Он был одновременно математиком, физиком, инженером, изобретателем, преподавателем и организатором системы образования, а также политиком, агрономом и зоотехником. В 1833 году основал школу агрономии и сельского хозяйства («филармонию»), также основал ботанический сад и Национальный музей древностей в Бухаресте. Активно занимался бесплатным распространением сельскохозяйственных знаний среди крестьянского населения Румынии.